# Angerville-Bailleul
 Angerville-Bailleul  es una población y comuna francesa, en la región de Alta Normandía, departamento de Sena Marítimo, en el distrito de Le Havre y cantón de Goderville.
Se sitúa en el extremo norte de Francia muy cerca de la costa del Canal de la mancha, a 150 kilómetros al norte de París y 50 de la ciudad de Ruan.

## Demografía
| 245 | 196 | 192 | 189 | 212 | 203 |
| Para los censos de 1962 a 1999 la población legal corresponde a la población sin duplicidades (Fuente: INSEE [Consultar]) |     |     |     |     |     |